# Hof van Wena
Het Hof van Wena was een kasteel net buiten het middeleeuwse Rotterdam. Het stond ongeveer op de plaats waar in 1908 Station Rotterdam Hofplein werd gebouwd. Het huis wordt voor het eerst genoemd in 1306.
Het Hof van Wena leeft voort in de naam van het Weena, een belangrijke straat in het centrum van Rotterdam. Waarschijnlijk was het niet meer dan een donjon met een bijgebouw (woning) waar een zegsman of ambtman was aangesteld die er rechtsprak over de ambachten en dorpen in de omgeving waaronder ook het vroegste Rotterdam. Ook zou de hoftoren een bewakingsfunctie hebben gehad over de rivier de Rotte.

## Bezitters
De oudst bekende bezitter van het Hof van Wena was de familie Bokel, maar ook het geslacht Wassenaar werd verbonden met de stichting van het hof. De familie Bokel van Wena was ook bezitter van verscheidene heerlijkheden rondom Rotterdam waaronder Oost- en West-Blommersdijk, Beukelsdijk en het land van Cool.

Het Hof van Wena was sinds 1306 een leengoed van de heren van Putten. In 1426 trok een Hoeksgezind rebellenleger onder Willem Nagel al plunderend en brandstichtend langs het Huis Wena. In het midden van de 15e eeuw ging het door huwelijk over naar de familie Van Boekhorst. Het kasteel was vanaf 1498 in bezit van de familie Van Almonde tot Jacob van Almonde het in 1590 aan de stad Rotterdam verkocht. Het jaar erop werd het uit de leenhorigheid ontslagen. Rotterdam richtte het terrein vervolgens in tot droogramen.

## Ligging
Het Hof van Wena bevond zich pal ten noorden van de middeleeuwse stadskern van Rotterdam. Het lag ten noorden van de stadsgracht tussen de Rotterdamse Schie en de Rotte in de polder Oost-Blommersdijk. Vanuit de stad was het bereikbaar via de Hofpoort, die zijn naam aan het Hof van Wena ontleende.

Restanten van het kasteel zouden nog in 1861 zichtbaar zijn geweest in een tuin tussen de Schie en Raampoortlaan (nu Raampoortstraat).

## Afbeeldingen

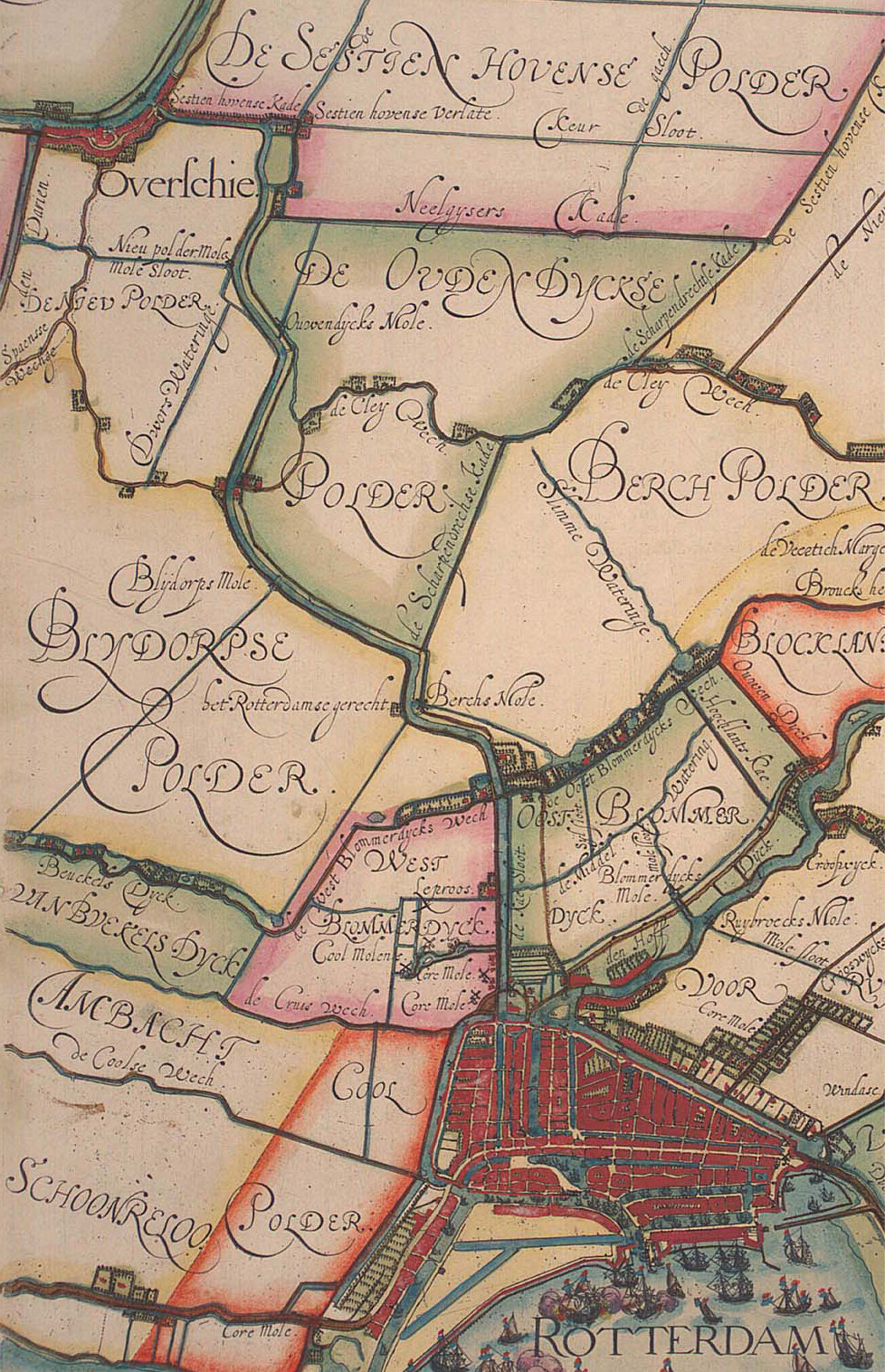
Het met lakenramen ingerichte Hof van Wena bij de Hofpoort van Rotterdam in 1611
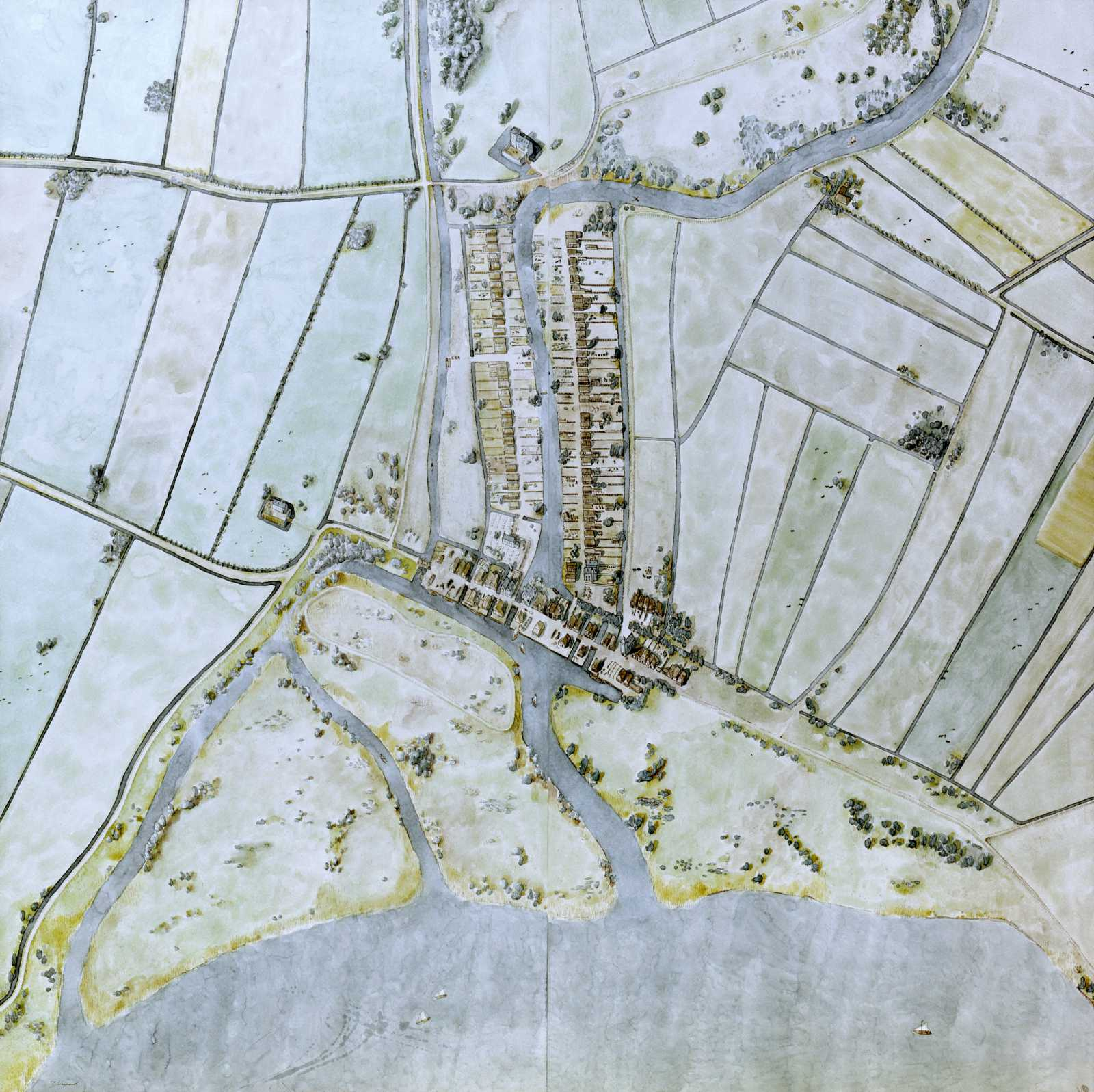
Het Hof van Wena bovenin in de bocht van de Rotte (reconstructie van de situatie omstreeks 1340).
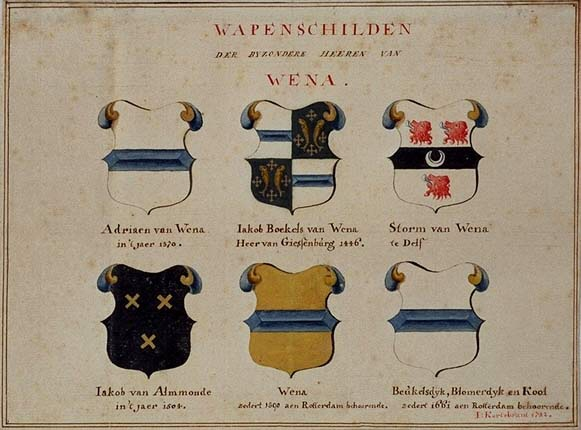
Wapens van de verschillende heren Van Wena en verwante families.